# D' no junjō
D' no junjō (D'の純情? lett. "La purezza di D'") è il quinto singolo major (il settimo in assoluto) del gruppo musicale di idol giapponesi Momoiro Clover Z, pubblicato il 6 luglio 2011 dall'etichetta Starchild, filiale della King Records Japan. Ha debuttato alla posizione numero 6 della classifica settimanale della Oricon.

## Il disco
Il singolo è stato pubblicato il 6 luglio 2011 nello stesso giorno dell'uscita del quarto singolo Z densetsu: Owarinaki kakumei, in una sola edizione che consta di una sola traccia.
Il brano è scritto da Natsumi Tadano e composto e arrangiato da Masaru Yokoyama. La D' del titolo si riferisce alle parole dark (tenebra) e dash (corsa). Nel video musicale e sulla copertina del disco le componenti del gruppo vestono dei costumi ispirati allo stile delle kunoichi.

## Tracce
1. D' no junjō (D'の純情) – 4:13 (testo: Natsumi Tadano – musica: Masaru Yokoyama)

## Classifiche
| Classifica (2011)            | Posizione più alta |
| ---------------------------- | ------------------ |
| Giappone (Oricon)            | 6                  |
| Giappone (Billboard Hot 100) | 59                 |
| Giappone (Billboard)         | 8                  |